# Курт Вайль
Курт Юліан Вайль (нім. Kurt Julian Weill; 2 березня 1900, Дессау, Німеччина — 3 квітня 1950, Нью-Йорк, США) — німецький композитор, автор музики до «Тригрошової опери».

## Біографія
Курт Вайль народився 1900 року в родині Альберта Вайля, головного кантора синагоги у Дессау та автора літургійної музики.
У 1918–1924 роках Вайль навчався у Берліні, спочатку у Ф. Коха і Енгельберта Гумпердінка, Потім у Ферруччо Бузоні та Філіпа Ярнаха. Рання творчість Вайля перебуває під впливом його вчителів та І. Стравінського. У середині 1920-х років Вайль, прагнучи до соціальної дієвості своєї музики, свідомо спростив свою музичну мову, ввівши до неї нові популярні ідіоми, у тому числі елементи джазу.
У співдружності з драматургом Георгом Кайзером Вайль створив ряд творів: кантату «Новий Орфей» (1925), опери «Протагоніст» (1926) і «Цар фотографується» (1928).
1927 року відбулося знайомство Вайля з поетом та драматургом Бертольтом Брехтом, що поклала початок тривалому та плідному співробітництву. Першим спільним досвідом стала створена у тому ж році невелика зонг-опера «Махагони», двома роками пізніше перетворена у повноцінну оперу «Розквіт та падіння міста Махагони». За творами Брехта Вайль написав «Берлінський реквієм» (1928), балет із співом «Сім смертних гріхів». Славу драматургу та композитору принесла постановка 1928 року у Театрі на Шиффбауердамм п'єси Брехта «Тригрошова опера» з музикою Вайля; зонги з вистави одразу набули широкої популярності.
1933 року емігрував з нацистської Німеччини до Парижа, а 1935 року — до США. І далі там активно працював у жанрі музичного театру та мюзиклу. Дебютував у Нью-Йорку біблійною драмою «Шлях обітниці» за лібрето Ф. Верфеля (складена 1935 р., поставлена М. Рейнхардтом 1937 р.). За американський період життя Вайль написав 10 мюзиклів, багато з яких («День відпочинку Никербокера» (1938); «Вулична сцена» (1947, за п'єсою Елмера Л. Райса); «Втрачено у зірках» (1949) й інші) увійшли до числа найпопулярніших, поряд з мюзиклами Дж. Гершвіна та І. Берліна. Захоплений сіоністською ідеєю, Вайль написав 1948 року музику для театрального видовища за драмою Б. Гегта «Народження прапора», поставленого в ознаменування проголошення Держави Ізраїль за участю П. Муні, Цилі Адлер і М. Брандо.
Творчість Вайля займає особливе місце у музичній культурі XX століття. Деякі мелодії Вайля, з яких найпопулярніша «Балада про Меккі-Ножі» з «Тригрошової опери», стали джазовими стандартами. Вайль — один з небагатьох композиторів, які зуміли створити справжній міст між «серйозною» та «легкої» музикою. Він справив велике враження на академічних композиторів (К. Орфа, Б. Бріттена), на всю європейську та американську пісенну культури, а також став предтечею музичної полістилістики, розвиненої у 1970-ті — 1990-ті роки А. Шнітке. Творчість Вайля також справила велике враження на розвиток сучасного музичного театру.
Курт Вайль двічі був одружений з австрійською актрисою Лотте Ленья: перший шлюб, укладений 1926 року, завершився 1933 року розлученням, проте 1937 року пара знову уклала шлюб, який тривав до смерті композитора.